# Selje (localitate)
Selje este o localitate din comuna Selje, provincia Sogn og Fjordane, Norvegia, cu o suprafață de 0,65 km² și o populație de 651 locuitori (2013).